# Charles Brewer-Carías
Charles Brewer-Carías (* 1938 in Caracas) ist ein venezolanischer Naturforscher und Entdecker, der aufgrund seiner zahlreichen Expeditionen und wissenschaftlichen Arbeiten über die Natur Venezuelas internationale Bekanntheit erlangt hat. Nach ihm sind mehr als 20 Tier- und Pflanzenarten sowie eine Höhle benannt.

## Leben
Charles Brewer-Carías wurde in eine Familie von venezolanischen Intellektuellen hineingeboren. Sein Großvater Mathias Brewer war als Diplomat nach Venezuela gezogen und war lange Zeit Vizekonsul in La Guaira, einem Hafen in der Nähe von Caracas. Die Familie seiner Mutter stammt von einem spanischen General ab, der Anfang des 19. Jahrhunderts für den Kampf gegen Simón Bolívar in das Land kam.
Brewer-Carías wurde mit 14 Jahren  als Assistent an der Abteilung für Anthropologie der Sociedad de Ciencias Naturales de La Salle in Caracas angestellt. Er entdeckte ein Jahr später eine archäologische Fundstelle in der Nähe seines Elternhauses. Mit 16 Jahren nahm er als Fotograf an einer Expedition teil, auf der die Fangmethoden der Fischer von Margarita studiert wurden. Er promovierte 1960 als Zahnarzt und arbeitete fast 20 Jahre auf diesem Gebiet. Darüber hinaus begann er 1961 ein Studium der Biologie und leitete im gleichen Jahr seine erste Expedition an den oberen Río Paragua, die versuchte, die verlorene Stadt San José de Guirior aufzufinden. 1979 wurde er Politiker und Minister für Jugend und Sport im venezolanischen Kabinett. Neben seiner Entdeckertätigkeit betätigte er sich als Goldsucher. Er war in den durch das von Patrick Tierney veröffentlichte Buch Darkness in El Dorado hervorgerufenen Skandal um angeblich menschenverachtende anthropologische Praktiken im Umgang mit den Yanomami verwickelt.
Brewer-Carías ist anerkannter Survival-Spezialist und entwickelte ein in Militär- und Fachkreisen bekanntes Messers. Sein Rekord für das Feuermachen mit Stöcken liegt bei 2,7 Sekunden. Darüber hinaus ist er als Fotograf bekannt, seine Fotos von Venezuelas Natur wurden in mehreren Büchern veröffentlicht. 2003 wurde er bei einer Schießerei mit Einbrechern in seinem Haus durch einen Schuss schwer an der Schulter verwundet, und brauchte mehrere Jahre, um sich davon zu erholen.
Brewer-Carías lebt in Caracas, er hat fünf Kinder aus zwei Ehen.

## Wissenschaftliches Werk
Brewer-Carías leitete mehr als 200 Expeditionen in das Guayana-Hochland von Venezuela. Sein besonderes Interesse gilt den Tepuis, deren Flora und Fauna er untersuchte. Seine Unternehmungen sind meistens multidisziplinär, und er publizierte über Botanik, Zoologie, Entomologie, Geologie, Geographie und Anthropologie. Unter anderem lebte er bei den Ye’kuana im Orinocobecken und betrieb Dental-Anthropologie. Er spricht die Sprache der Ye’kuana und Yanomami fließend. Zusammen mit Napoleon A. Chagnon veröffentlichte er zwei Dokumentarfilme über die Yanomami: Yanomama: A Multidisciplinary Study und The Feast. Als Höhlenforscher erkundete er die Höhlen des Cerro Autana, die Simas des Sarisariñama-Tepui sowie die Cueva Ojos de Cristal im Roraima-Tepui und entdeckte das Muchimuk-Höhlensystem.
Im Lauf seiner wissenschaftlichen Tätigkeit arbeitete er mit mehr als 250 Wissenschaftlern zusammen, unter anderem mit Brian Broom, Julian Steyermark, Bassett Maguire und James V. Neel.

## Ehrungen
1981 erhielt er das Land Army Cross und den Orden del Libertador für seine Expeditionen in die Essequibo-Region. Für seine Arbeiten mit Brian Broom bei den Yanomami wurde er zum Honorary Research Associate des New York Botanical Garden ernannt, ebenso am Jardín Botánico del Orinoco in Ciudad Bolívar. Nach Brewer-Carías sind mehr als 20 Pflanzen- und Tierarten der Regenwälder Südamerikas benannt, so etwa die Pflanzengattung Brewcaria oder der Frosch Colostethus breweri. Ebenso trägt die Cueva Charles Brewer des Muchimuk-Höhlensystems seinen Namen.

## Veröffentlichungen
Brewer-Carías ist Autor mehrerer Bücher und Mitautor zahlreicher wissenschaftlicher Veröffentlichungen. Unter anderem hat er folgende Werke veröffentlicht:
- Las Simas de Sarisariņama. In: Boletín Sociedad Venezolana de Ciencias Naturales La Salle. Band 132–133. Caracas 1976, S. 549–623.
- Venezuela. Central Information Office, Caracas 1982.
- La Vegetación Del Mundo Perdido. Cromotip, Caracas 1986, ISBN 980-265-478-7.
- The Lost World of Venezuela and Its Vegetation. Caracas 1987, ISBN 980-265-477-9.
- Roraima the crystal mountain. Editorial Arte Press, Caracas 1988, ISBN 980-300-488-3.
- Cerro de la Neblina : resultados de la expedición, 1983-1987. Fundación para el Desarrollo de las Ciencias Físicas, Matemáticas y Naturales, Caracas 1988, ISBN 980-300-437-9.